# Haugwitz

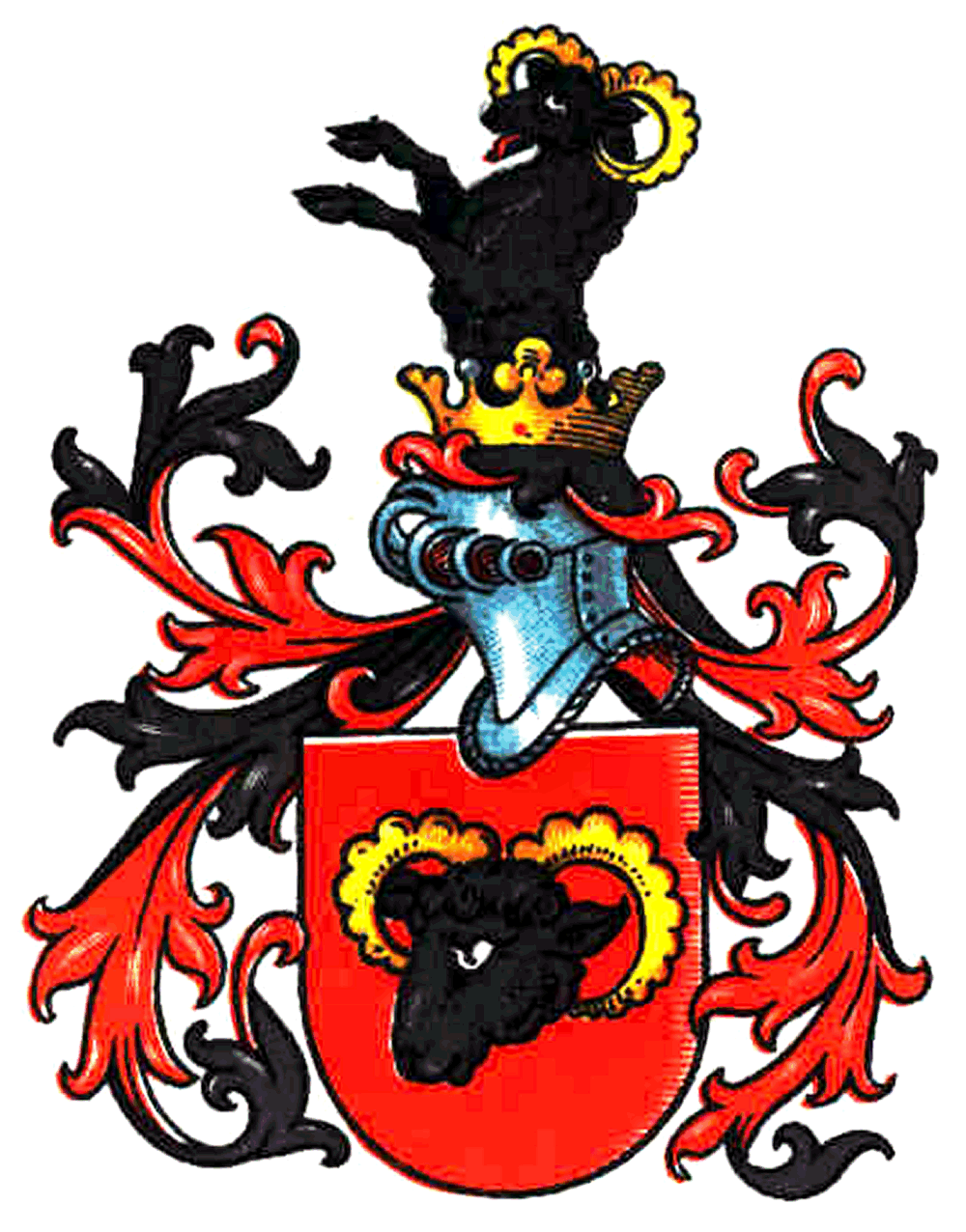
Wappen derer von Haugwitz

Haugwitz ist der Name eines weit verzweigten, aus dem Meißnischen stammenden alten Adelsgeschlechts. Seit dem Mittelalter waren die Herren von Haugwitz in Sachsen, Schlesien, Böhmen, Mähren, der Grafschaft Glatz sowie in der Lausitz und später auch in Ostpreußen ansässig. Sie sind stammes- und wappenverwandt mit den von Rechenberg.

## Geschichte
Ursprünglich stammen die Haugwitz wohl aus Sachsen. Legenden führen die Herkunft bis auf den fränkischen Adel zur Zeit der Karolinger zurück. Urkundlich erscheinen sie erstmals 1225 mit Sifridus de Hugwitz und beginnen ihre Stammreihe 1474 mit Matthäus von Haugwitz.
Als Stammsitz wird das heutige Haubitz bei Borna vermutet, welches 1350 erstmals urkundlich als Hugewicz genannt wird. Relativ nahe davon liegt Haubitz bei Grimma, welches ebenfalls mit den Haugwitzen in Verbindung gebracht wird.

Besitzungen derer von Haugwitz
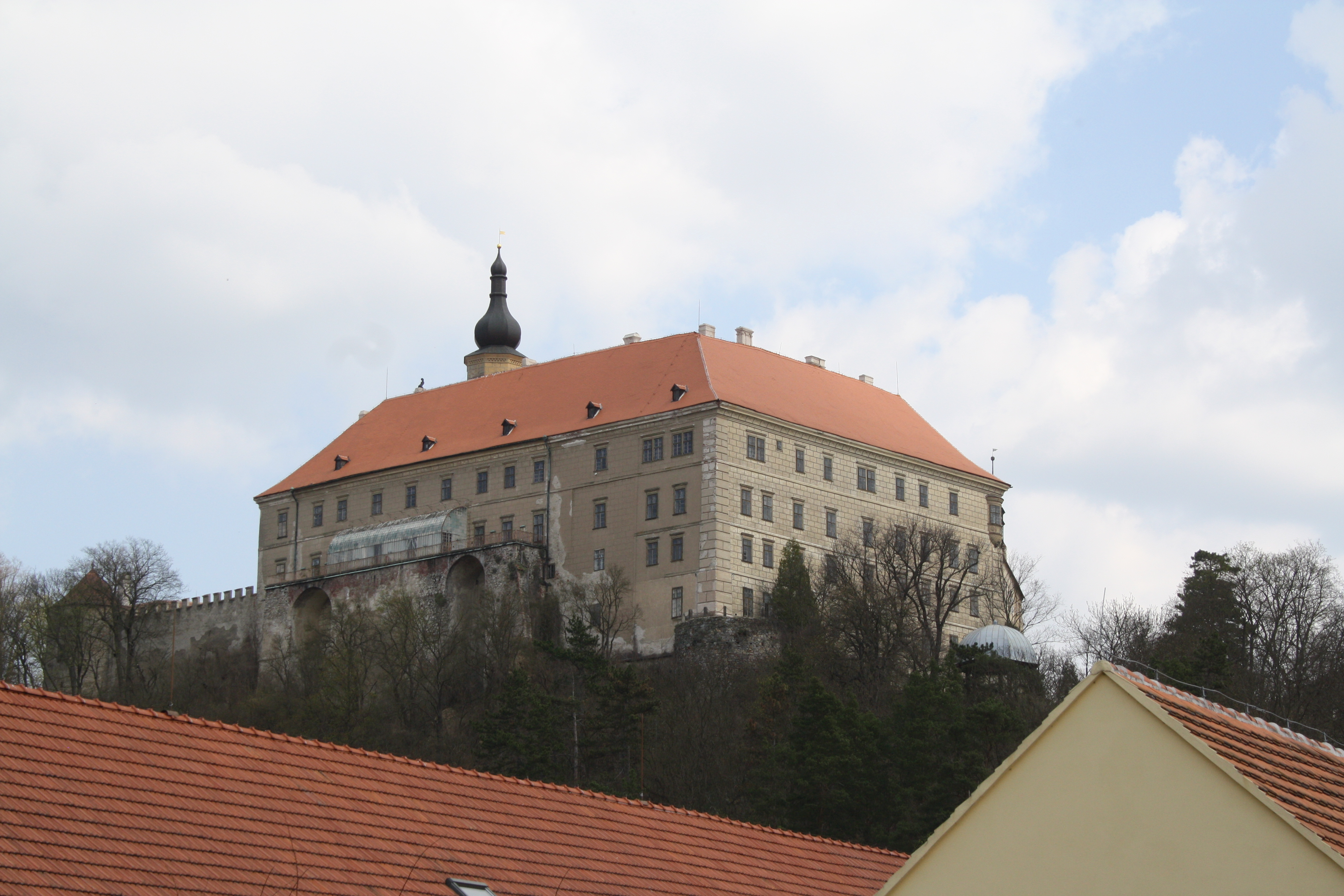
Schloss Namiest an der Oslawa, Tschechien
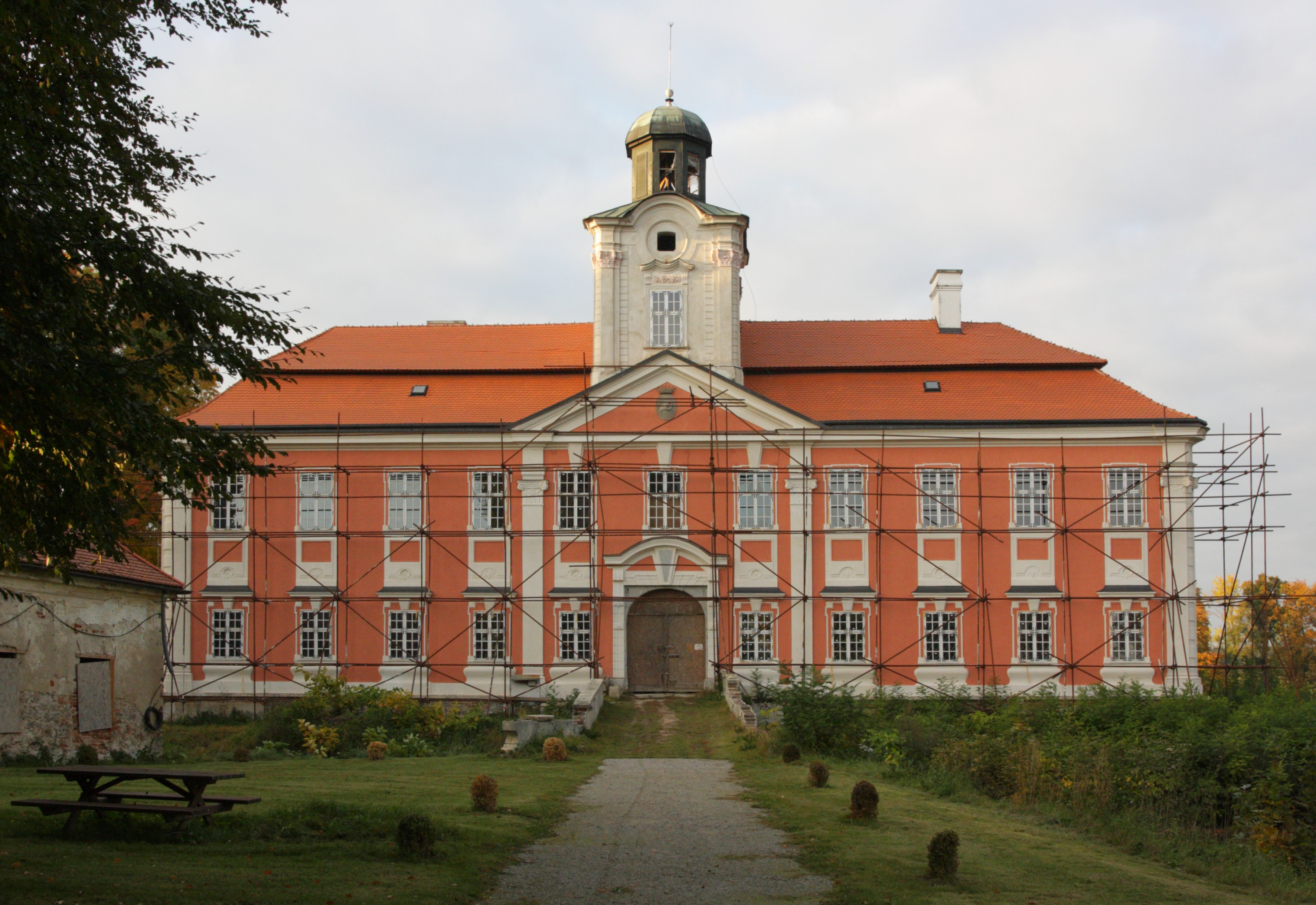
Schloss Ossowa, Tschechien
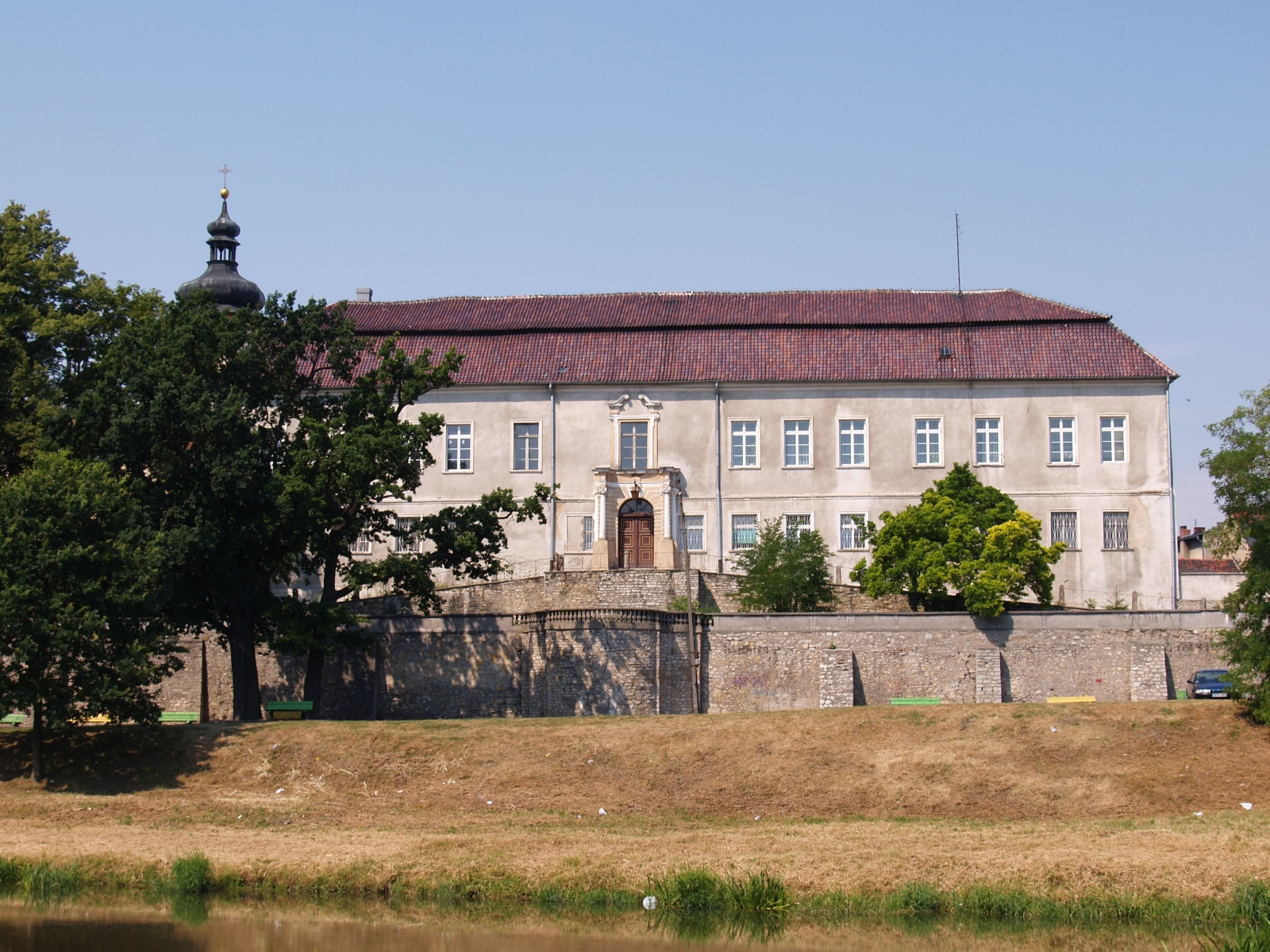
Schloss Krappitz, Krappitz, Oberschlesien

Die mährischen Zweige der Familie, die in Namiest (Schloss Náměšť nad Oslavou) und Kojetín lebten, wurden im 18. Jahrhundert zu Grafen erhoben. 1797 erwarb diese Linie die Herrschaft Ossowa mit Rojetin, die bis 1945 in ihrem Besitz blieb. Zeitweise war auch die Burg Bouzov in ihrem Besitz. Nach dem Aussterben der Grafen von Daun 1904 erbten die Grafen Haugwitz deren großen Güterkomplex in Mähren, den sie jedoch aufgrund von Erbstreitigkeiten verkauften.
In Schlesien besaßen die mährischen Haugwitz von 1769 bis 1945 die Herrschaft Krappitz. Dazu gehörten von 1827 bis 1945 Schloss Lehnhaus in Lähn am Bober und von 1886 bis 1945 Schloss Schlawa.
In Ostpreußen besaß die Familie einige Güter in Heinrichswalde (heute Slawsk), wo hauptsächlich Trakehner gezüchtet wurden.
Heute leben Vertreter der gräflichen Linie in Deutschland, Österreich, Kanada und den USA.

### Haugwitz-Hardenberg-Reventlow

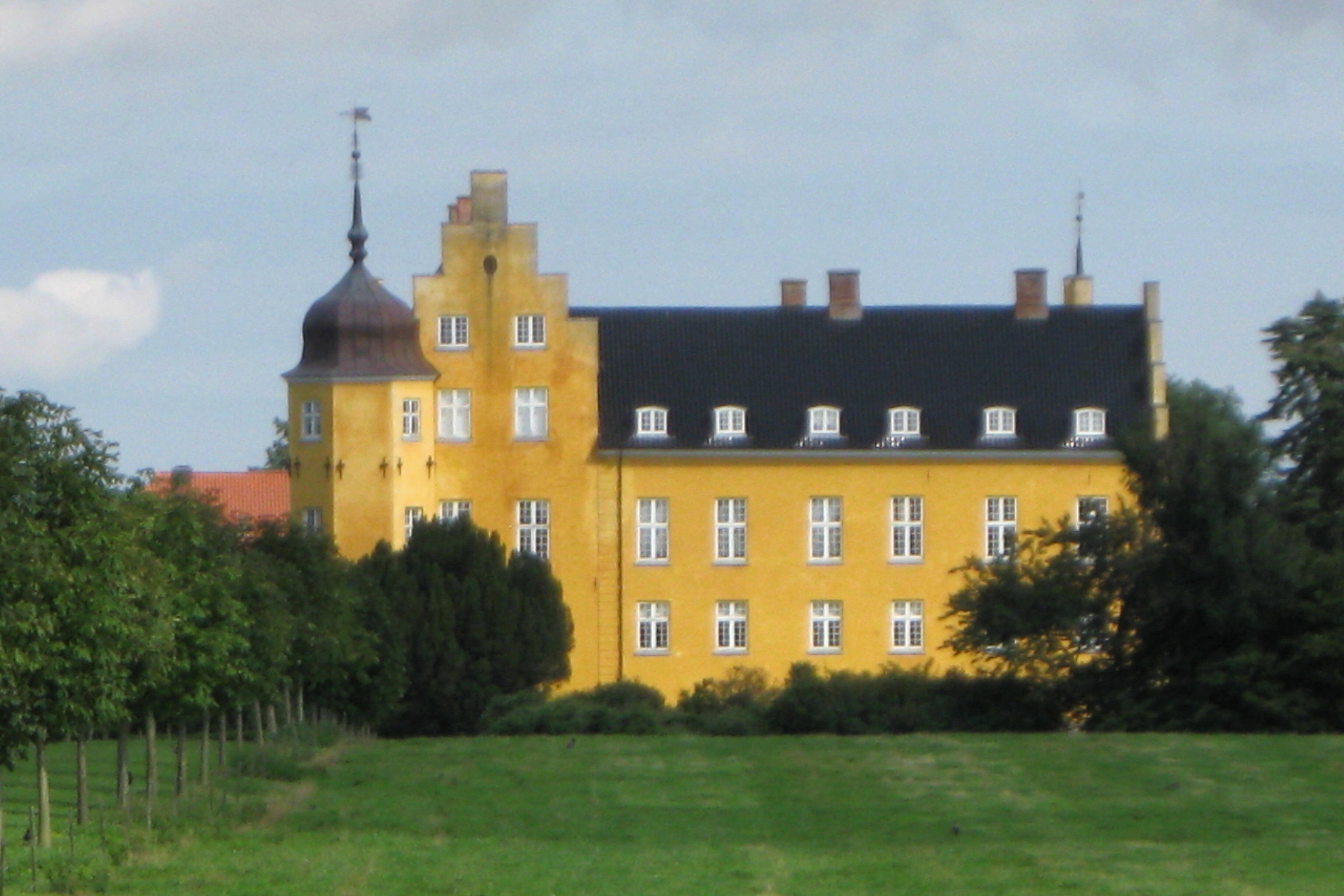
Krenkerup

Durch königlich dänische Resolution vom 1. Oktober 1885 wurde Graf Kurt von Haugwitz (1816–1888) in Anbetracht des Erbanspruchs seiner Frau Lucy geb. Prinzessin von Schönaich-Carolath (1822–1903) auf die mit dem Gut Krenkerup, Radsted Sogn auf Lolland verbundene dänische Lehnsgrafschaft Hardenberg-Reventlow (über ihre Großmutter Lucie von Hardenberg und ihre Mutter Adelheid von Carolath-Beuthen) für sich und seine Nachkommen unter dem Namen und gemehrten Wappen Haugwitz Hardenberg Reventlow in den dänischen Grafenstand aufgenommen.

## Besitzungen in der Grafschaft Glatz
Stammsitz des aus Böhmen stammenden Familienzweiges in der Grafschaft Glatz war das Gut Oberpischkowitz, das zur Herrschaft Pischkowitz gehörte, das 1361 als „Biskupicz“ erwähnt wurde. Deren erster namentlich bekannter Besitzer war 1346 Otto von Haugwitz, der mit Gertrud von Pannwitz verheiratet war und dadurch an Friedersdorf gelangte. Die Mitglieder dieses Familienzweiges bekleideten zahlreiche königliche und kaiserliche Ämter. Wenzel von Haugwitz war 1441 bis 1454 Unterhauptmann des Glatzer Landeshauptmanns Hynek Kruschina von Lichtenburg. Heinrich von Haugwitz bekleidete 1686 bis 1691 das Amt eines Landesverwesers an der Landeshauptmannschaft und Franz Anton von Haugwitz war 1741 bis 1742 Landeshauptmann.
Weitere Besitzungen in der Grafschaft Glatz waren u. a. Birgwitz, Dürrkunzendorf, Gabersdorf, Gellenau, Hausdorf, Koritau, Möhlten, Niedersteine und Tuntschendorf.

## Wappen
Das Wappen zeigt in Rot einen rechtsgekehrten schwarzen Widderkopf mit goldenen Hörnern. Auf dem Helm mit rot-schwarzen Decken der Widder wachsend. Die Haugwitz sind mit den Rechenbergern wappen- und stammverwandt.

Wappen
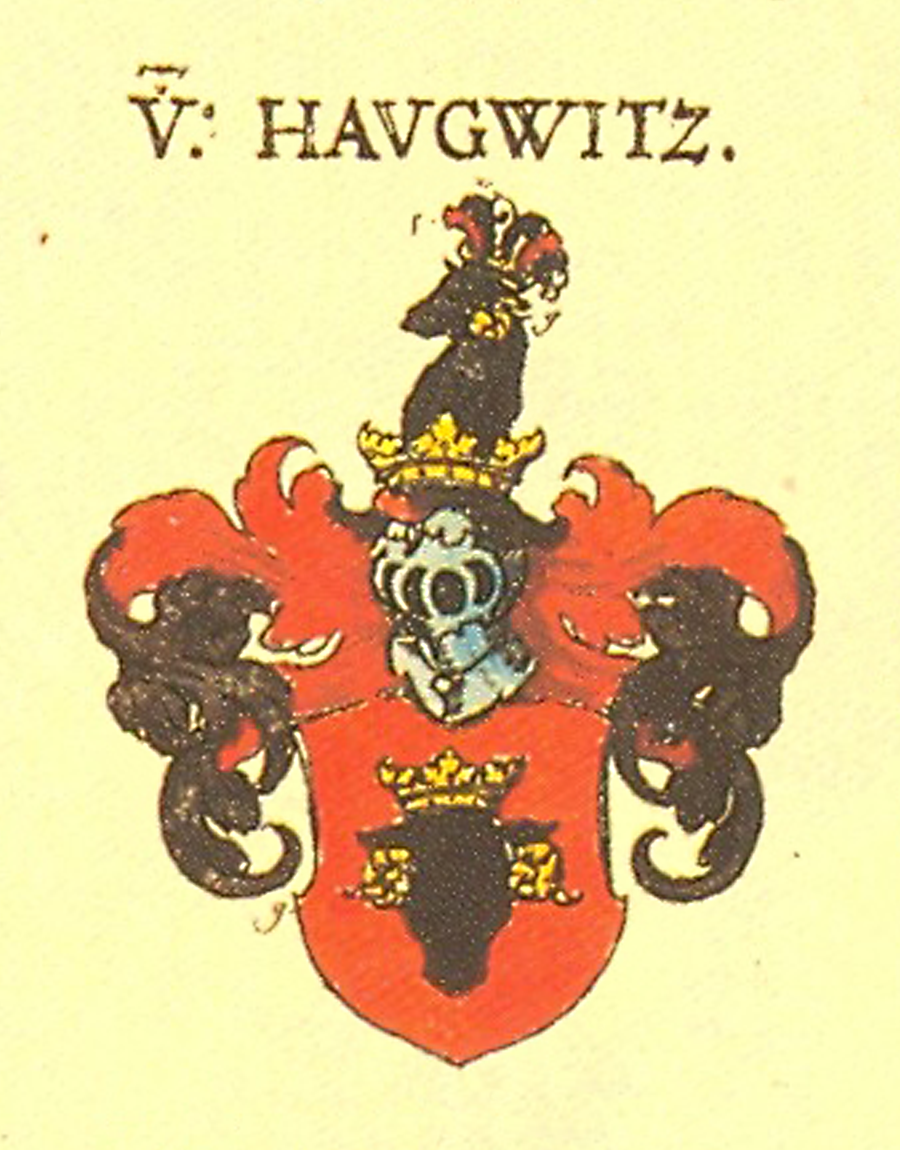
Wappen der Meißnischen von Haugwitz in Siebmachers Wappenbuch von 1605
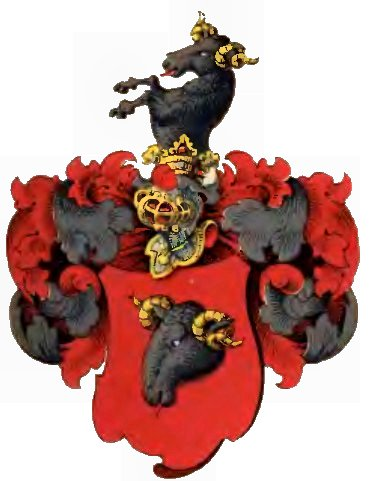
Wappen der Schlesischen von Haugwitz
Wappen der Österreichischen von Haugwitz
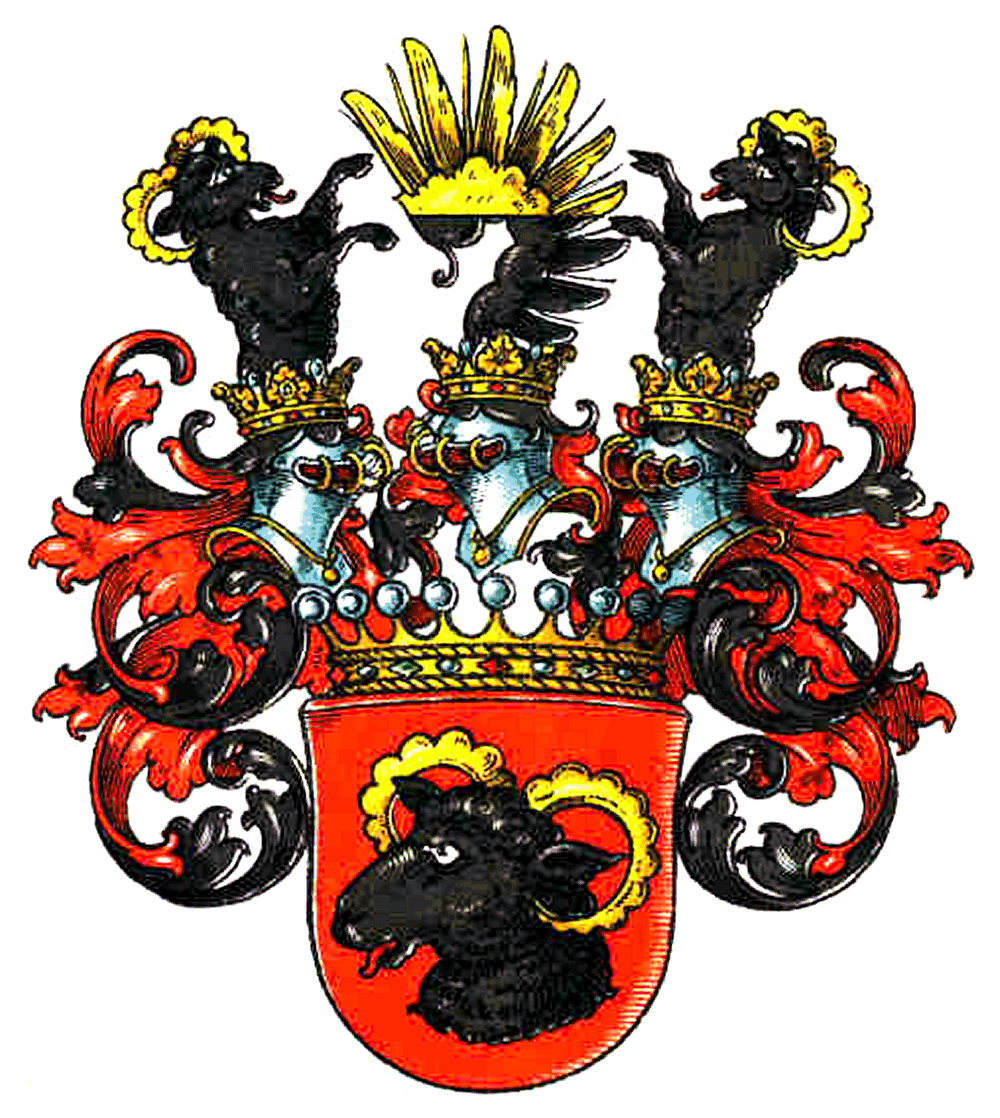
Wappen der Grafen von Haugwitz im Schlesischen Wappenbuch

## Persönlichkeiten (chronologisch)
- Georg von Haugwitz († 1463), Bischof von Naumburg, sein Vorgänger Peter von Schleinitz wird oft fälschlicherweise auch der Familie von Haugwitz zugeordnet
- Johann IX. von Haugwitz (1524–1595), Bischof von Meißen
- Cecilia von Haugwitz (ca. 1509–1571), zwischen 1537 und 1541 letzte Äbtissin im Kloster St. Georg (Leipzig)
- Anna Margareta von Haugwitz (1622–1673) aus Calbe, wurde 1640 die Frau des schwedischen Feldherrn Carl Gustav Wrangel und als „Gräfin von Salmis“ berühmt
- Friedrich Adolph von Haugwitz (1637–1705), kursächsischer Oberhofmarschall, Wirklicher Geheimer Rat, Geheimer Kriegsrat und Steuerdirektor
- August Adolph von Haugwitz (1647–1706), Lausitzer Barockdramatiker
- Hans Adolph von Haugwitz, Landeshauptmann der Oberlausitz und Administrator der Herrschaft Hoyerswerda, Rittergutsbesitzer von Ober- und Nieder-Spremberg (1660–1668), heute Stadt Neusalza-Spremberg, herrschaftliche Gruft auf dem Friedhof bei der Dorfkirche Spremberg heute nicht mehr vorhanden
- Georg Carl von Haugwitz (1674–1745), Graf, kursächsische Generalfeldwachtmeister
- George Ludwig von Haugwitz (* um 1690; † um 1777), preußischer Landrat
- Johann Friedrich von Haugwitz (1702–1764), preußischer Landrat
- Friedrich Wilhelm Graf von Haugwitz (1702–1765), Staatsmann und Verwaltungsbeamter
- Hans Friedrich von Haugwitz (1735–1790), preußischer Landrat
- Karl Wilhelm von Haugwitz (1736–1819), österreichischer Generalmajor
- Michael von Haugwitz (* um 1746), preußischer Landrat
- Johann Wenzel von Haugwitz (um 1753–1813), preußischer Kriegsrat- und Landrat
- Christian von Haugwitz, ab 1786 Graf von Haugwitz (1752–1832), preußischer Jurist, Staatsmann und Diplomat
- Otto von Haugwitz (1767–1842), Übersetzer und Lyriker
- Heinrich Wilhelm von Haugwitz (1770–1842), Herr auf Namiest, musikalischer Mäzen[6]
- Karl von Haugwitz (1771–1844), Schriftsteller
- Eugen Wilhelm Graf Haugwitz (1777–1867), österreichischer Feldmarschalleutnant und General
- Hans Ernst von Haugwitz (1780–1843), Landschaftsdirektor und Landrat
- Luise von Haugwitz (1782–1855), geborene von Rohr, Schriftstellerin
- Paul von Haugwitz (1791–1856), Oberstleutnant und Schriftsteller, Adjutant von Tauentzien von Wittenberg und von Graf Yorck
- Ernst von Haugwitz (1802–1880), deutscher Rittergutsbesitzer und Verwaltungsbeamter
- Kurt Graf von Haugwitz (1816–1888), deutscher Grundbesitzer, Verwaltungsbeamter und Parlamentarier
- Friedrich von Haugwitz (1834–1912), preußischer Generalleutnant
- Heinrich Graf von Haugwitz (1844–1927), deutscher Rittergutsbesitzer und Parlamentarier
- Alfred von Haugwitz (1854–1924), preußischer General der Infanterie
- Lance Reventlow, eigentlich Lawrence Graf von Haugwitz-Hardenberg-Reventlow (1936–1972), US-amerikanischer Rennfahrer